# Epistominoidinae
Epistominoidinae es una subfamilia de foraminíferos bentónicos de la familia Epistominidae, de la superfamilia Ceratobuliminoidea, del suborden Robertinina y del orden Robertinida. Su rango cronoestratigráfico abarca desde el Pliensbachiense (Jurásico inferior) hasta el Aptiense (Cretácico inferior).

## Clasificación
Epistominoidinae incluye al siguiente género:
- Epistominoides †